# Giuseppe de Turris
Il marchese Giuseppe de Turris (Castellammare di Stabia, 1759 – 20 dicembre 1843) è stato un politico italiano. La sua città natale Castellammare di Stabia ha alcuni luoghi pubblici intitolati a de Turris.

## Biografia
Giuseppe de Turris nacque a Castellammare di Stabia nel 1759 da Catello de Turris e Agnese Solimene. Fu avviato agli studi legali ma finì col dedicarsi per molti anni agli affari di commercio data la parentela con Francesco de Turris (suo zio), un esperto commerciante.
Durante i fatti del 1799 si prodigò per la sua città natale Castellammare pagando le truppe straniere che avrebbero dovuto difenderla e prodigandosi coi suoi concittadini in difficoltà. Riuscì inoltre a evitare la distruzione della città di Pimonte allorché alcuni di essi si rivoltarono e ammazzarono alcuni francesi. De Turris prese parte alla contribuzione ai francesi di seimila ducati insieme agli stessi piemontesi.
La sua carriera fu tutta incentrata nei campi dei dazi, delle dogane, del conio delle monete e del commercio. Ricoprì importanti incarichi in questi ambiti e, secondo le fonti, lavorò indefessamente ai molteplici incarichi che ricevette ricercando per ogni problema il cammino più breve alla soluzione. La sua politica commerciale era molto incentrata sul protezionismo come metodo di tutela della debole industria del Regno delle Due Sicilie in confronto a quella della Gran Bretagna che già aveva ammorbidito le proprie politiche protezionistiche.
A causa della sua partecipazione ai fatti del 1820, fu esonerato dalle diverse cariche attribuitegli, ma in seguito gli fu concesso di addurre delle ragioni per la propria condotta e fu riammesso alle sue funzioni. Alcuni suoi regolamenti continuarono a essere utilizzati anche successivamente alla sua morte, e questo secondo le fonti ne dimostrerebbe l'appropriatezza. Inoltre nel 1818, l'Imperatore d'Austria Francesco I visitò l'opificio delle monete di Napoli e affermò che, sebbene la Regia Zecca di Napoli non fosse all'altezza di quella di Milano, era di molto superiore a quella di Vienna.
Nel campo della politica monetaria, abolì il cambio fisso tra oro e argento (il cambio fisso era un "errore" commesso da molti governi del tempo), e stabilì che un solo metallo dovesse essere considerato materia di moneta del regno, e cioè l'argento. L'oro era, invece, considerato non adatto per la "misura dei prezzi". Secondo la testimonianza di Cagnazzi, fu egli stesso a capire il motivo per cui le monete d'oro uscivano dal regno, e cioè perché vi era fissato nel regno il cambio fisso tra oro e argento e pertanto era profittevole importare argento, convertirlo in oro e riesportarlo.
Morì il 20 dicembre 1843 lasciando diversi legati agli indigenti, agli orfani e alle "opere ecclesiastiche" di Castellammare di Stabia.

## Il racconto di Cagnazzi
Luca de Samuele Cagnazzi, all'interno della sua autobiografia, racconta come sia stato aiutato da Giuseppe de Turris durante i fatti del 1799. Cagnazzi, infatti, era in fuga da Altamura e aveva trovato rifugio presso la casa di Giuseppe de Gemmis a Napoli. Nei pressi della Real Villa di Chiaia ci fu un imponente massacro di calabresi e, dal momento che la casa in cui Cagnazzi dimorava era poco distante, il cav. de Turris (non ancora marchese e probabilmente vicino di casa di de Gemmis) decise di rifugiarsi a Castellammare di Stabia. Cagnazzi si unì a de Turris malgrado sua zia, Liberata de Turris, non lo guardasse di buon occhio.
Cagnazzi rimase a Castellammare di Stabia solo due giorni, dal momento che vi erano molti calabresi che avevano preso parte alla Rivoluzione altamurana e raccontavano le loro prodezze parlando anche di Cagnazzi. Al momento della partenza, Cagnazzi ricevette da de Turris la somma di cento ducati in oro. Inoltre, il nome di de Turris compare anche in altre parti dell'autobiografia per altri aiuti ricevuti dallo stesso de Turris in vario modo, a testimonianza della magnanimità e prodigalità di de Turris.
In un altro passo, Cagnazzi racconta come nel 1813 abbia preso parte ad alcuni lavori della Zecca del Regno di Napoli; fu infatti incaricato dal ministro delle finanze di "formare il ragguaglio della nostra moneta così d'argento che di oro nel suo valore intrinseco con quella di Francia, ossia della nuova che far si dovea". Tale lavoro durò circa sei mesi (da settembre 1813 marzo 1814) e fu stabilita una commissione di consiglieri di Stato "con l'intervento del Marchese de Turris, Presidente della Zecca". Questo lavoro occupò molto Cagnazzi; come racconta lo stesso Cagnazzi, "io pria di tutto con economiche ricerche e ragionamenti venni a stabilire la moneta esistente allora, e quindi in proporzione delle varie coniazioni secondo la quantità di queste, e la prossimità dei tempi, e secondo il titolo di essi". Secondo la testimonianza dello stesso Cagnazzi, lo scritto che ne scaturì avrebbe meritato di essere stampato "perché avrebbe illustrato molto la storia della nostra Zecca".
In un'altra parte della stessa autobiografia, Cagnazzi racconta come, venuti i francesi, lo stesso fu in stretta amicizia con Felice Amati e, di sera, dal marchese de Turris "vi erano i discorsi più segreti circa quello che dal Governo si faceva".

## Incarichi
- Membro nonché presidente della Giunta di arti e manifatture (confluita nel 1821 nella Real Società di incoraggiamento)
- Senatore del Municipio di Napoli (1802)
- Soprintendente per l'approvvigionamento dell'Armata francese (1804-?)
- Direttore dell'Amministrazione generale de' diritti riuniti e delle dogane (1808-?)
- Direttore generale dei dazi indiretti (1814-?)
- Direttore generale delle monete e della lotteria
- Direttore generale della navigazione di commercio[13]

## Onorificenze
- Cavaliere di giustizia del Real Ordine costantiniano (1790)
- Marchese (1802)
- Gran Croce del Real Ordine costantiniano (1824)
- Croce dell'Ordine di Cristo (1826, ricevuta da papa Leone XII)
- Gran Croce del Real Ordine di Francesco I (1831)
- Maggiordomo di settimana della Real Casa del Re delle Due Sicilie (1843)[14]